# Las Lomas (Califòrnia)
Las Lomas és una concentració de població designada pel cens dels Estats Units a l'estat de Califòrnia. Segons el cens del 2000 tenia 3.078 habitants.

## Demografia
Segons el cens del 2000, Las Lomas tenia 3.078 habitants, 584 habitatges, i 522 famílies. La densitat de població era de 1.042,5 habitants/km².
Dels 584 habitatges en un 57% hi vivien nens de menys de 18 anys, en un 69,2% hi vivien parelles casades, en un 13,2% dones solteres, i en un 10,6% no eren unitats familiars. En el 6,8% dels habitatges hi vivien persones soles el 2,6% de les quals corresponia a persones de 65 anys o més que vivien soles. El nombre mitjà de persones vivint en cada habitatge era de 5,26 i el nombre mitjà de persones que vivien en cada família era de 5,37.
Per edats la població es repartia de la següent manera: un 35,6% tenia menys de 18 anys, un 12,9% entre 18 i 24, un 31,7% entre 25 i 44, un 14,5% de 45 a 60 i un 5,4% 65 anys o més.
L'edat mediana era de 26 anys. Per cada 100 dones de 18 o més anys hi havia 105,2 homes.
La renda mediana per habitatge era de 48.802 $ i la renda mediana per família de 49.293 $. Els homes tenien una renda mediana de 27.778 $ mentre que les dones 27.813 $. La renda per capita de la població era de 10.689 $. Entorn del 9,8% de les famílies i el 8,8% de la població estaven per davall del llindar de pobresa.

## Poblacions més properes
El següent diagrama mostra les poblacions més properes.